# 카운트다운 (1968년 영화)
《카운트다운》(Countdown)은 미국에서 제작된 로버트 알트만 감독의 1968년 영화이다. Hank Searls의 소설 필그림 프로젝트(The Pilgrim Project)에 기반을 둔다. 제임스 칸 등이 주연으로 출연하였다. 매시 이전에 만들어진 이 영화는 워너브라더스 영화사에 의해 재편집되었다.

## 출연

### 주연
- 제임스 칸
- 조안나 쿡 무어
- 로버트 듀발

### 조연
- 바바라 백슬리
- 찰스 아이드먼
- 스티브 아이냇
- 마이클 머피
- 테드 나이트
- 찰스 어빙
- 윌리엄 콘래드
- 마이크 패럴
- 해리 엘러비
- 스티븐 코잇
- 바비 리하
- 존 레이너

## 기타
- 원작자: 행크 시얼스
- 미술: 잭 포플린

## 같이 보기
- 생존 영화

## 참고 문헌
- Pym, John, ed. Time Out Film Guide. London: Time Out Guides Limited, 2004. ISBN 978-0-14101-354-1.